# 取手蛍輪
取手蛍輪（とりでけいりん）は、茨城県取手市でアートプロジェクトとして行われている自転車「競技」イベント。
2004年、取手アートプロジェクトに美術家の小山田徹が企画・プロデュースし出展した「第一回取手アートプロジェクト杯 取手蛍輪 自転車脚力発電レース」が始まりで、競輪とは異なり、「スピードではなく、輝きの風情を競い合う」。脚力を元にダイナモなどを利用して作った電気で光る自転車を用いる。地元商店街の空き倉庫を借りて一度きりのイベントとして行われたが、2006年には市民有志の手で「第2回取手蛍輪」として復活し、以降も年に一回で継続的に開催されている。
なお2007年の第3回では「本家」の取手競輪場の車券売場前、アートプロジェクト10年目を迎える2008年の第4回以降は競輪場のバンク前で開催されている。